# Ках (село)
Ках — село в Хунзахском районе Дагестана. Входит в состав сельского поселения Хариколинский сельсовет.

## Географическое положение
Расположено на реке Алатляр, в 2 км к северо-западу от центра сельского поселения села Хариколо и в 7 км к востоку от районного центра села Хунзах.

## Население
| 1888 | 1895 | 1926 | 1939 | 1970 | 1989 | 2002 |
| ---- | ---- | ---- | ---- | ---- | ---- | ---- |
| 210  | ↗221 | ↘211 | ↗231 | ↗267 | ↘201 | ↗220 |
| 2010 | 2021 |      |      |      |      |      |
| ↗276 | ↗300 |      |      |      |      |      |

По данным Всероссийской переписи населения 2010 года — моноэтничное аварское село.

## История
Аул Ках до покорения Дагестана был населен кулами.